# 花仓之乱

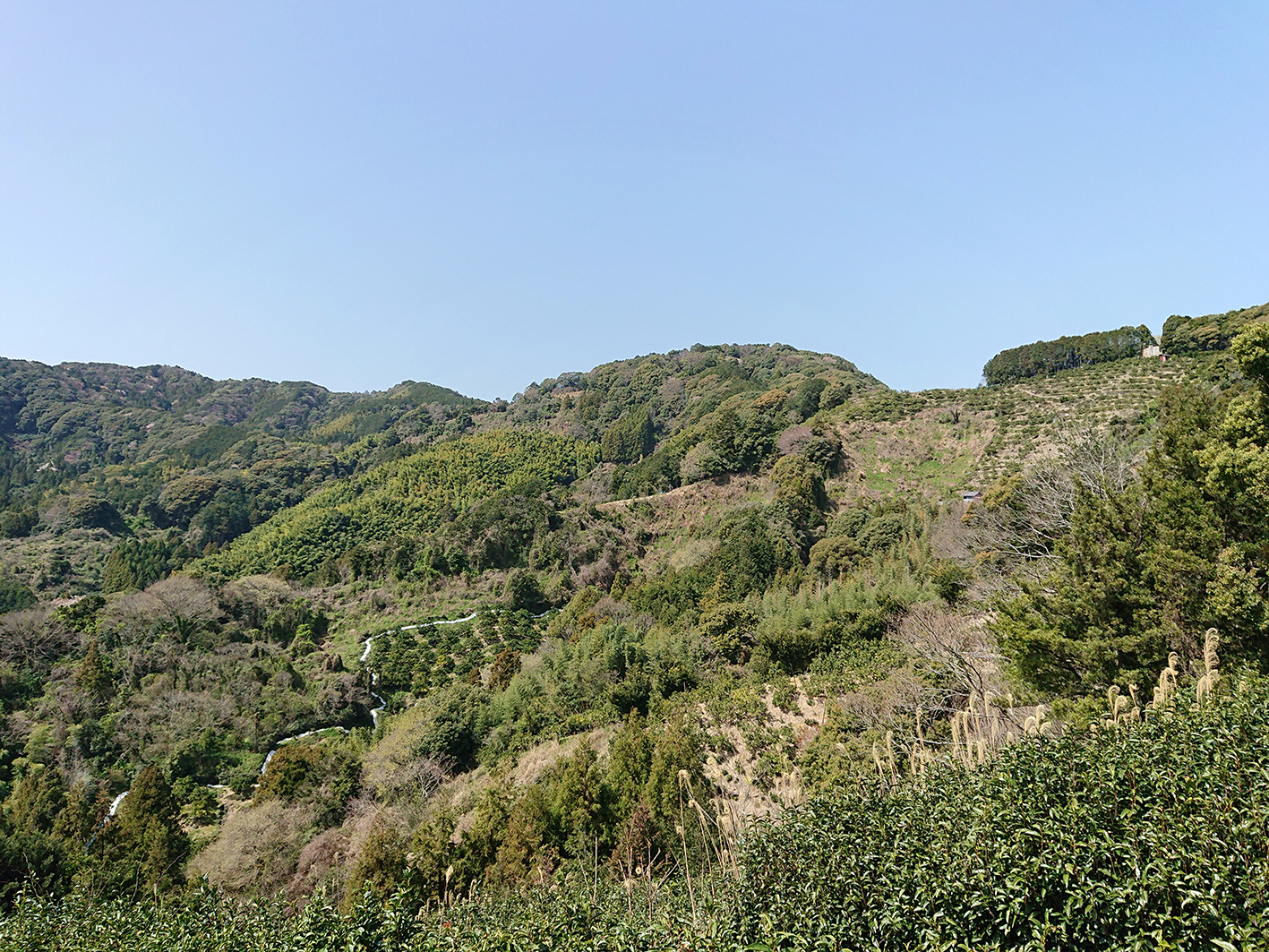
花倉城遺址

花仓之乱，又名花藏之亂，是发生在日本战国时代骏河国今川氏的一次争夺家督之位的内乱。天文5年（1536年），大名今川氏辉去世。有希望继承家督之位有两人，正室寿桂尼所生的梅岳承芳（后来的今川义元）与侧室福岛氏所生的玄广惠探。5月25日，两边的军队在骏府城交战。后来，玄广惠探和其后台福岛越前守（据说即福岛正成）败退花仓城。梅岳承芳方面的军队于6月8日攻陷花仓城，玄广惠探遁入濑户谷普门寺，后于14日切腹自尽。花仓之乱以梅岳承芳继承今川氏家督为终。